# Атмосферске науке
Атмосферске науке је заједнички термин за изучавања атмосфере, њених процеса, утицаја других система на атмосферу, и утицаја атмосфере на те друге системе. Метеоролологија укључује атмосферску хемију и атмосферску физику са главним фокусом на прогнозу времена. Климатологија је наука о атмосферским променама (обема и краткотрајним и дугорочним) које дефинишу просечне климе и њихову промену током времена, услед природне климатске промене и антропогене климатске промене.  Атмосферска наука је проширена на поље планетарне науке и изучавања атмосфера планета соларног система.